# Дискография Анны Герман
Дискография советско-польской певицы Анны Герман.

### Грампластинки
| Год  | Альбом                                      | Издатель |
| ---- | ------------------------------------------- | --- |
| 1966 | Tańczące Eurydyki                           | Muza — XL 0284 |
| 1967 | Recital piosenek                            | Muza — XL 0424 |
| 1967 | I classici della musica napoletana          | CDI — CALP 2042 |
| 1968 | Поёт Анна Герман                            | Мелодия — Д 024271-2                                                                                                   |
| 1970 | Człowieczy los                              | Muza — XL 0593 |
| 1971 | Wiatr mieszka w dzikich topolach            | Muza — XL 0741 |
| 1971 | D. Scarlatti arie z opery «Tetide in Sciro» | Muza — XL 0743 |
| 1974 | To chyba maj                                | Muza — SXL 0924 |
| 1975 | Анна Герман                                 | Мелодия — 33С60-05789-90 (первая композиция — «Мой бубен»)                                                             |
| 1977 | Анна Герман                                 | Мелодия — 33С60-09249-50 (альбом 1977 года; первая композиция — «Когда цвели сады»)                                    |
| 1978 | Anna German                                 | Muza — SX 1612 |
| 1979 | Анна Герман                                 | Мелодия — С60-12725-26                                                                                                 |
| 1980 | Анна Герман                                 | Мелодия — С60-14613-12726 (альбом 1979 года; вместо композиции «Ах, как мне жаль тебя» — «Акварель»)                   |
| 1983 | Последняя встреча                           | Мелодия — С60 19677 004 (сборник)                                                                                      |
| 1983 | Niezapomniane przeboje                      | Muza — SX 2155 (сборник)                                                                                               |
| 1984 | Jesteś moją miłością                        | Pronit — PLP 0021 |
| 1986 | Эхо любви. Концерт 31.12.1979               | Мелодия — М60 47389 000 (включена радиостанцией «Серебряный дождь» в перечень «50 культовых пластинок фирмы „Мелодия») |
| 1989 | Anna German                                 | |
| 1990 | Znaki zapytania                             | |
| 1990 | Powracające słowa, vol. 1                   | Muza — SX 2808 (сборник)                                                                                               |
| 1990 | Powracające słowa, vol. 2                   | Muza — SX 2809 (сборник)                                                                                               |
| 2019 | Анна Герман. Избранное                      | Мелодия — MEL LP 0080 (сборник)                                                                                        |

### Пластинки-миньоны
- 1965 — Солнечный день ( Мелодия — Д-00015039)[20]
- 1965 — Зарубежные гости Москвы ( Мелодия — ГД 000229-30)[21] (совместно с Дж. Марьяновичем)
- 1965 — Снежана ( Мелодия — Д-00015961)[22]
- 1965 — Любимый мой ( Мелодия — Д-00015963-4)[23]
- 1967 — Anna German ( Muza — N 0506)[24]
- 1967 — Анна Герман ( «Международная книга»)
- 1971 — Jasny horyzont ( Muza — N 0657)[25]
- 1974 — Чтобы счастливым быть ( Мелодия — С62-05101-2)[26]
- 1974 — Я люблю танцевать ( Мелодия — С62-04903-4)[27]
- 1975 — Гости Москвы ( Мелодия — Г62—04541-2)[28]
- 1975 — Всё, что было ( Мелодия — М62 37355-6)
- 1978 — Я помню всё ( Мелодия — М62 41465-6)
- 1978 — Песни Матвея Блантера на стихи Михаила Исаковского ( Мелодия — С62-10307-08)[29]
- 1983 — Анна Герман поёт песни Владимира Шаинского ( Мелодия — С62-19719-001)[30]

### Синглы на 78 об/мин
- 1965 — Снежана/ Без тебя ( Мелодия — 44097-98)
- 1965 — Не спеши/ На тот берег ( Мелодия — 44129-30)[31]
- 1965 — Свет звезды/ Дай мне помечтать ( Мелодия — 43333-4)
- 1965 — Ночной разговор/ Всё прошло ( Мелодия — 44139-40)[32]
- 1965 — Двое/ По грибы ( Мелодия — 44141-42)

### Синглы
- 1967 — Deszcz na szybie / Uroczysko
- 1967 — Chcę być kochaną / Cygański wóz
- 1967 — Cyganeria / Zimowe dzwony
- 1967 — Te faje desidera (Италия)
- 1967 — Chi sei tu / Meglio dire di no ( CDI — C.D.I. 2004)[33]
- 1967 — Gi / Prima tu ( CDI — C.D.I. 2005)
- 1969 — Melodia dla synka / Jesteś moją miłością
- 1970 — Człowieczy los / Dziękuję Ci mamo
- 1970 — Gałązka snów / Trampowski szlak
- 1970 — Złociste mgły / Za grosiki marzeń
- 1971 — Ámame así como soy/ Quadro cartas ( Muza — SP-361)[34]
- 1972 — Warszawa w różach / Wiatr mieszka w dzikich topolach

### Гибкие грампластинки
- 1971 — Поёт Анна Герман (Мелодия — ГД 0002357-58)[35]
- 1972 — Анна Герман (Мелодия — ГД-0003073)
- 1974 — Анна Герман (Мелодия — Г62-04109-10)
- 1975 — Ты, только ты (Мелодия — Г62-04625-6)[36] (совместно со Стаханом Рахимовым)
- 1975 — Гори, гори, моя звезда / Из-за острова на стрежень (Мелодия — Г62-05105-06)[37]
- 1977 — Когда цвели сады (Мелодия — Г62-06153-4)[38]
- 1977 — Далёк тот день (Мелодия — Г62 06481-2)[39][40]
- 1979 — Я помню всё (Мелодия — Г62-07197-8)[41]
- 1982 — Гори, гори, моя звезда (Мелодия — Г62-09649-50)[42]

### Музыкальные открытки
- 1963 — Cyganeria / Zimowe Dzwony (Polskie nagrania, SP-275)[43]
- 1967 — A jeżeli mnie pokochasz (Polskie nagrania, R00- 63/II)
- 1969 — Melodia dla synka
- 1969 — Chcę tańczyć w majową noc
- 1970 — Księżyc i róże
- 1970 — Śnieżna panienka
- 1970 — Być może (Polskie nagrania, R0-192/I)
- 1970 — Człowieczy los
- 1970 — Skąd przyjdzie noc
- 1971 — Cztery karty
- 1971 — Trzeba się nam pośpieszyć
- 1974 — Gdy śliczna panna (Polskie nagrania, R0452-2)
- 1975 — Gdy śliczna panna / Lulajże Jezuniu
- 1975 — Pozwól, żeby ktoś wziął twoje serce / Moje miejsce na ziemi
- 1978 — List do Chopina
- 1979 — Tylko w tangu / Dookoła kipi lato

### Кассеты
- 1994 — Złote przeboje neapolitańskie
- 1995 — Planeta Anna, vol. 1
- 1995 — Planeta Anna, vol. 2
- 1999 — Антология советского шлягера (СССР)

### Компакт-диски
- 1991 — Recital piosenek «Zakwitnę różą» ( Muza — PNCD 118)[44]
- 1994 — Nasza ścieżka ( Muza — PNCD 280)[45]
- 1996 — Незабытый мотив ( «Мелодия» — MEL CD 60 00629)[46]
- 1996 — Лучшие песни ()
- 1998 — Wiatr mieszka w dzikich topolach
- 1998 — Когда цвели сады ( «Мелодия», MEL CD 60 00602)
- 1999 — Tańczące Eurydyki (серия «Galeria polskiej piosenki», издатель «Yesterday», 83098815-2)
- 1999 — Złote przeboje (серия «Platynowa kolekcja»,  «Point Music» — PM 029-2)[47]
- 1999 — Bal u Posejdona (серия «Złota kolekcja»,  Pomaton EMI — 7243 5 23710 2 0)[48]
- 2000 — Российская эстрадная музыкальная энциклопедия (Россия)
- 2000 — Последняя встреча (Россия)
- 2001 — Tańczące Eurydyki
- 2001 — Człowieczy los
- 2001 — Wiatr mieszka w dzikich topolach
- 2001 — Domenico Scarlatti, арии из оперы «Tetida in Sciro»
- 2001 — To chyba maj
- 2001 — Pomyśl o mnie
- 2001 — Любви негромкие слова (Россия)
- 2001 — Ваши любимые песни (Россия)
- 2003 — Człowieczy los
- 2003 — Najlepsze Piosenki ( Universal Music Polska - 067 531-2)[49]
- 2003 — Золотой век русской эстрады (Россия)
- 2003 — Посидим, помолчим… (часть 1,  «JAM» — 010 288-2)[50]
- 2003 — Спасибо тебе, моё сердце… (часть 2,  «JAM» — 010 289-2)[51]
- 2003 — Наш путь (часть 3,  «JAM» — 010 292-2)[52]
- 2003 — Мы друг для друга (часть 4,  «JAM» — 010 312-2)[53]
- 2003 — Верь мне, сердце (часть 5,  «JAM» — 010 313-2)[54]
- 2003 — Наши любимые песни ( «JAM» — 010 271-2)[55]
- 2004 — Когда цвели сады ( Мелодия, MEL CD 60 00602)[56]
- 2004 — Złote przeboje
- 2005 — Анна Герман (серия «Максимум удовольствия», 2CD,  «Монолит»)
- 2005 — Анна Герман (серия «Имена на все времена»,  «Мистерия Звука» — RP-077-2)[57]
- 2005 — Анна Герман (серия «Grand Collection»,  Квадро-Диск — GCR 193)[58]
- 2005 — Анна Герман. Часть 2 (серия «Grand Collection»,  Квадро-Диск — GCR 221)[59]
- 2006 — Танцующие Эвридики ( Монолит - MT 715391-349-1)[60]
- 2006 — Человеческая судьба ( Ark System, ARK CD 054)[61]
- 2006 — Анна Герман. (серия «Золотая коллекция Ретро», 2CD,  «Bomba Music» — BoMB 033—231/232)[62]
- 2006 — Анна Герман. Романтика (серия «Золотая коллекция Ретро», 2CD,  «Bomba Music» — BoMB 033—285/286)[63]
- 2007 — Золотые неаполитанские шлягеры ( «Квадро-диск»)[64]
- 2008 — Nagrania Radiowe Z Lat 1961—1979 ( Polskie Radio — PRCD 1075-76)[65]
- 2008 — Надежда ( Мелодия — MEL CD 60 01453)[66]
- 2009 — Цветут сады в душе у нас… ( Бомба Мьюзик — BoMB 033—543)[67] (альбом-посвящение)
- 2011 — Анна Герман (серия «Звёзды советской эстрады»,  Бомба Мьюзик — BoMB 033—616)[68]
- 2013 — Z archiwum polskiego radia — Anna German nagrania z lat 1961—1979, reedycja
- 2013 — 40 Piosenek Anny German ( Muza — PNCD 1482 A/B)[69]
- 2013 — Recital Opole '71 — Z archiwum polskiego radia Polskie Radio S.A.
- 2014 — Будьте счастливы. Любимое и неизданное ( Монолит — МТ 001091-212-1)[70]
- 2017 — Moja Ojczyzna
- 2019 — Анна Герман. Избранное ( Мелодия — MEL CO 0391)[71]